# Vicente Vega
Vicente Vega (Maracay, 21 febbraio 1955 – Maracay, 13 gennaio 2025) è stato un calciatore venezuelano, di ruolo portiere.

## Biografia
Nacque nel quartiere La Democracia da una famiglia di modeste condizioni economiche. Si sposò con Estrella Hernández, da cui ebbe un figlio, Renny. La prima moglie Estrella morì un anno dopo la nascita del figlio; Vega si risposò poi con Deisy, da cui ebbe altri tre figli (due femmine e un maschio).

## Carriera

### Club
Vega iniziò a giocare nell'Independiente di Maracay, squadra in cui crebbe; nel 1975 passò al Deportivo San Cristóbal. Nel 1977 fu ceduto al Portuguesa FC, inizialmente per ricoprire il ruolo di terzo portiere dietro a Gárate e Romero. Divenuto titolare, rimase a lungo il portiere del Portuguesa, con cui vinse due campionati nazionali (1977 e 1978), partecipando alla Coppa Libertadores. Dopo molte stagioni al Portuguesa fu ceduto al Deportivo Italia, con cui giocò gli ultimi 4 campionati in carriera.

### Nazionale
Nel 1974 partecipò al Campionato sudamericano Under-19. Giocò 15 partite in Nazionale maggiore tra il 1975 e il 1983. Convocato per la Copa América 1975, giocò la gara contro l'Argentina. Fu chiamato anche per la Copa América 1979, durante la quale fu titolare, così come nell'edizione 1983. Partecipò anche alle qualificazioni al campionato del mondo 1982.

## Palmarès

### Club

#### Competizioni nazionali
- Campionato venezuelano: 2

Portuguesa: 1977, 1978